# Podlasie
Podlasie là một tỉnh của Ba Lan, giáp biên giới với các tỉnh Brest, Grodno của Belarus và hạt Alytus của Litva. Tỉnh lỵ là Białystok. Tỉnh có diện tích 20.179,58 ki-lô-mét vuông, dân số thời điểm giữa năm 2004 là 1.204.036 người.

## Các thành phố thị xã
Tỉnh có thành phố và thị xã. Bản sau đây sắp xếp theo thứ tự dân số giảm dần (số liệu dân số thời điểm năm 2006)